# Савчук Василь Дмитрович
Василь Дмитрович Савчук (10 квітня 1944, с. Дрищів, нині Надрічне, Тернопільська область — 4 квітня 2023) — український поет, журналіст, літератор, краєзнавець, громадський діяч. Член Наукового товариства імені Шевченка, Національних спілок письменників, журналістів (1975) та краєзнавців України.

## Життєпис
Василь Савчук народився 10 квітня 1944 року в селі Дрищеві, нині Надрічне Бережанської громади Тернопільського району Тернопільської области України.
Закінчив Львівське технічне училище, філологічний факультет Львівського університету (1973), відділення журналістики в Києві (1986). Від 1972 року працював у редакції газети «Нове життя» (м. Бережани): відповідальний секретар, від 1986 — заступник
редактора, 1990—1991 — власний кореспондент газети «Відродження» (нині «Свобода»). 1991—1994 — редактор районної газети «Бережанське віче».
Співорганізатор Товариства української мови в Бережанах (заступник голови
районної організації, член правління до 1993) та Бережанському районі.
Помер 4 квітня 2023 року.

## Доробок
Автор
- повісті «Вишивала дівчина долю» (1981);
- драматичної поеми «Кривавий тан» (1991), «У відпустку до матері», «Поеми і драми» (2007);
- документальних книг «Віночок тернових доль» (1993, 1994), «Діалог небайдужих» (1993);
- збірок поезій «Отча вишня» (1993), «Наука онукам» (1996), «Очима подиву й душі» (2011), «Листки по Липі Золотій. Лірика» (2012), «На вечірній кладці. Рубаї» (2014), «Зерна з-під градобою. Поезії» (2015), «Ясні очі криниць» (2016);
- краєзнавчих нарисів «Надрічне — село над Золотою Липою» (1994), «Від Королівки до Поляни. Біще, Поручин, Залужжя...» (2004), «Митрополиче село Дрищів — Надрічне» (2007), «Пам'ять села Гиновичі» (2007, у співавторстві з Д. Вох), «Шумляни Малі — Підлісне» (2008, у співавторстві з М. Федор), «Тарас Шевченко і Бережанська Земля» (2008), «Тимотей Старух — трибун державотворення» (2009), «Бережанська Земля: храми і люди» (2010);
- календаря «Літопис Бережанської Землі» (1994);
- кіноповістей «В ім'я твоє» (1999, 2002), «Рейд сотні Громенка» (2003);
- збірки «Мелодії душі. Пісні бережанських композиторів на твори В. Савчука» (2000);
- збірок гумору й сатири «Триесірний Ґеньо з Трої» (1996, 1999), «Трішки усмішки» (2006), «Мерва» (2008), «Коло- голо-во-мийки» (2009), «Триесірний Ґеньо з Трої. Сатирична поема на взір «Енеїди» (2018);
- книжки «Поеми і драми» (2007);
- публікацій в районних, обласних, всеукраїнських і закордонних періодичних виданнях.

Редактор і упорядник історико-мемуарних видань «Село Тростянець» (1999), «Лікарня в
Бережанах» (2004), «Книги пам'яті Бережанщини» (2006). Співупорядник і співредактор 2-го тому історико-мемуарного збірника «Бережанська Земля» (1998). Керівник літературної студії «Райдуга» при редакції районної газети.

## Нагороди
- Всеукраїнська літературно-мистецька премія імені Братів Богдана та Левка Лепких (2018) — за різножанрові книги останніх років, зокрема «Листки по Липі Золотій», «Блудні будні» (обидві — 2012), «На вечірній кладці» (2014), «Тернинки з глибинки» (2017), Триесірний Ґеньо з Трої» (2016, 2018) і поему «Краківські ночі Богдана Лепкого (журнал «Літературний Тернопіль», 2018)[2];
- Всеукраїнська літературно-мистецька премія імені Степана Олійника (2019) — за книгу «Триесірний Ґеньо з Трої» (гумор і сатира)[3];
- звання «Почесний громадянин міста Бережани» (2019)[1].